# 2006 في إسرائيل
فيما يلي قوائم الأحداث التي وقعت خلال عام 2006 في إسرائيل.

## أحداث

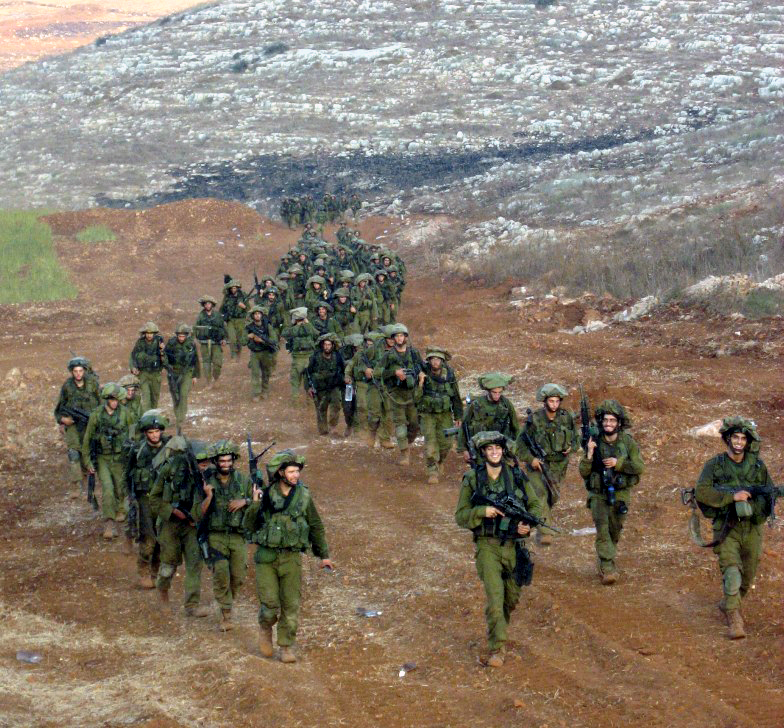
جنود إسرائيليون عائدين إلى إسرائيل من لبنان بعد وقف إطلاق النار، في نهاية حرب لبنان 2006

- 17 أبريل – تفجير مطعم شاورما تل أبيب 2006
- 25 يونيو – عملية الوهم المتبدد
- 12 يوليو – حرب لبنان 2006

## سياسة

### تعيين في المنصب
- 1 يناير – افيغادور ليبرمان نائب رئيس الوزراء ‏،عضو الكنيست [الإنجليزية]‏.
- 4 يناير – إيهود أولمرت رئيس وزراء إسرائيل،عضو الكنيست [الإنجليزية]‏.
- 11 يناير – سوفا لاندفير عضو الكنيست [الإنجليزية]‏،عضو الكنيست [الإنجليزية]‏.
- 18 يناير – تسيبي ليفني وزير الخارجية الإسرائيلي  [لغات أخرى]‏،عضو الكنيست [الإنجليزية]‏،Justice Minister of Israel ‏.
- 18 يناير – روني بار أون وزير الطاقة الإسرائيلي  [لغات أخرى]‏،عضو الكنيست [الإنجليزية]‏.
- 7 فبراير – أحمد الطيبي عضو الكنيست [الإنجليزية]‏،عضو الكنيست [الإنجليزية]‏.
- 17 أبريل – آفي ديختر عضو الكنيست [الإنجليزية]‏.
- 17 أبريل – أوري أرئيل عضو الكنيست [الإنجليزية]‏.
- 17 أبريل – اسحق كوهين عضو الكنيست [الإنجليزية]‏،وزير بدون حقيبة وزارية.
- 17 أبريل – افرايم سنيه عضو الكنيست [الإنجليزية]‏،Deputy Minister of Defense ‏.
- 17 أبريل – إبراهيم صرصور عضو الكنيست [الإنجليزية]‏.
- 17 أبريل – إسحاق هرتزوغ عضو الكنيست [الإنجليزية]‏،وزير السياحة  [لغات أخرى]‏.
- 17 أبريل – إيتان كابل عضو الكنيست [الإنجليزية]‏،وزير بدون حقيبة وزارية.
- 17 أبريل – إيلي يشاي عضو الكنيست [الإنجليزية]‏.
- 17 أبريل – بنيامين نتانياهو عضو الكنيست [الإنجليزية]‏،قائد المعارضة (إسرائيل).
- 17 أبريل – تساحي هنغبي عضو الكنيست [الإنجليزية]‏.
- 17 أبريل – جلعاد أردان عضو الكنيست [الإنجليزية]‏.
- 17 أبريل – جمال زحالقة عضو الكنيست [الإنجليزية]‏.
- 17 أبريل – حاييم رامون عضو الكنيست [الإنجليزية]‏.
- 17 أبريل – حنا سويد عضو الكنيست [الإنجليزية]‏.
- 17 أبريل – دافيد ازولاي عضو الكنيست [الإنجليزية]‏.
- 17 أبريل – داليا إيتسيك عضو الكنيست [الإنجليزية]‏.
- 17 أبريل – داني ياتوم عضو الكنيست [الإنجليزية]‏.
- 17 أبريل – دوف حنين عضو الكنيست [الإنجليزية]‏.
- 17 أبريل – روبرت إيلاتوف عضو الكنيست [الإنجليزية]‏.
- 17 أبريل – رؤوفين ريفلين عضو الكنيست [الإنجليزية]‏.
- 17 أبريل – زئيف إلكين عضو الكنيست [الإنجليزية]‏.
- 17 أبريل – زهافا غال-أون عضو الكنيست [الإنجليزية]‏.
- 17 أبريل – سيلفان شالوم عضو الكنيست [الإنجليزية]‏.
- 17 أبريل – شائول موفاز عضو الكنيست [الإنجليزية]‏.
- 17 أبريل – شمعون بيريز عضو الكنيست [الإنجليزية]‏.
- 17 أبريل – شيلي يحيموفيتش عضو الكنيست [الإنجليزية]‏.
- 17 أبريل – عامي أيالون عضو الكنيست [الإنجليزية]‏.
- 17 أبريل – عزمي بشارة عضو الكنيست [الإنجليزية]‏.
- 17 أبريل – عمير بيرتز عضو الكنيست [الإنجليزية]‏،وزير الدفاع الإسرائيلي  [لغات أخرى]‏، نائب رئيس الوزراء ‏.
- 17 أبريل – غالب مجادلة عضو الكنيست [الإنجليزية]‏.
- 17 أبريل – موشيه غافني عضو الكنيست [الإنجليزية]‏.
- 17 أبريل – موشيه كحلون عضو الكنيست [الإنجليزية]‏.
- 17 أبريل – ناتان شارانسكي عضو الكنيست [الإنجليزية]‏.
- 17 أبريل – نادية حلو عضو الكنيست [الإنجليزية]‏.
- 17 أبريل – نيسان سلوميانسكي عضو الكنيست [الإنجليزية]‏.
- 17 أبريل – يسرائيل حسون عضو الكنيست [الإنجليزية]‏.
- 17 أبريل – يسرائيل كاتس عضو الكنيست [الإنجليزية]‏.
- 17 أبريل – يوئيل حسون عضو الكنيست [الإنجليزية]‏.
- 17 أبريل – يوسي بيلين عضو الكنيست [الإنجليزية]‏.
- 1 مايو – يولي تمير وزير التربية والتعليم  [لغات أخرى]‏،وزارة الثقافة والرياضة (إسرائيل)، وزارة العلوم والتكنولوجيا.
- 4 مايو – بنيامين بن إليعازر وزير الطاقة الإسرائيلي  [لغات أخرى]‏.
- 21 نوفمبر – حاييم كاتس عضو الكنيست [الإنجليزية]‏.

### انتهاء فترة المنصب
- 1 يناير – عمير بيرتز قائد المعارضة،عضو الكنيست [الإنجليزية]‏.
- 14 يناير – يسرائيل كاتس وزير الزراعة والتنمية الريفية الإسرائيلي  [لغات أخرى]‏،عضو الكنيست [الإنجليزية]‏.
- 17 يناير – داليا إيتسيك عضو الكنيست [الإنجليزية]‏.
- 17 يناير – شمعون بيريز عضو الكنيست [الإنجليزية]‏.
- 18 يناير – حاييم رامون عضو الكنيست [الإنجليزية]‏.
- 22 يناير – صالح طريف عضو الكنيست [الإنجليزية]‏.
- 7 فبراير – أحمد الطيبي عضو الكنيست [الإنجليزية]‏،عضو الكنيست [الإنجليزية]‏.
- 8 فبراير – سوفا لاندفير عضو الكنيست [الإنجليزية]‏.
- 28 مارس – رؤوفين ريفلين قائمة رؤساء الكنيست،عضو الكنيست [الإنجليزية]‏.
- 14 أبريل – أرئيل شارون رئيس وزراء إسرائيل،عضو الكنيست [الإنجليزية]‏.
- 17 أبريل – أوري أرئيل عضو الكنيست [الإنجليزية]‏.
- 17 أبريل – أيوب قرا عضو الكنيست [الإنجليزية]‏.
- 17 أبريل – اسحق كوهين عضو الكنيست [الإنجليزية]‏.
- 17 أبريل – افرايم سنيه عضو الكنيست [الإنجليزية]‏.
- 17 أبريل – اليعازر ساندبرج عضو الكنيست [الإنجليزية]‏.
- 17 أبريل – ايلان شالجى عضو الكنيست [الإنجليزية]‏.
- 17 أبريل – إسحاق هرتزوغ عضو الكنيست [الإنجليزية]‏.
- 17 أبريل – إيتان كابل عضو الكنيست [الإنجليزية]‏.
- 17 أبريل – إيلي يشاي عضو الكنيست [الإنجليزية]‏.
- 17 أبريل – إيهود أولمرت عضو الكنيست [الإنجليزية]‏.
- 17 أبريل – بنيامين نتانياهو عضو الكنيست [الإنجليزية]‏.
- 17 أبريل – تسيبي ليفني عضو الكنيست [الإنجليزية]‏،وزير  استيعاب المهاجرين ‏، Justice Minister of Israel ‏.
- 17 أبريل – جلعاد أردان عضو الكنيست [الإنجليزية]‏.
- 17 أبريل – جمال زحالقة عضو الكنيست [الإنجليزية]‏.
- 17 أبريل – جيلا غامليل عضو الكنيست [الإنجليزية]‏.
- 17 أبريل – حاييم كاتس عضو الكنيست [الإنجليزية]‏.
- 17 أبريل – دافيد ازولاي عضو الكنيست [الإنجليزية]‏.
- 17 أبريل – دافيد ليفي عضو الكنيست [الإنجليزية]‏.
- 17 أبريل – داني ياتوم عضو الكنيست [الإنجليزية]‏.
- 17 أبريل – روني بار أون عضو الكنيست [الإنجليزية]‏،وزير الطاقة الإسرائيلي  [لغات أخرى]‏.
- 17 أبريل – زهافا غال-أون عضو الكنيست [الإنجليزية]‏.
- 17 أبريل – سيلفان شالوم عضو الكنيست [الإنجليزية]‏.
- 17 أبريل – عبد المالك الدهامشة عضو الكنيست [الإنجليزية]‏.
- 17 أبريل – عزمي بشارة عضو الكنيست [الإنجليزية]‏.
- 17 أبريل – عصام مخول عضو الكنيست [الإنجليزية]‏.
- 17 أبريل – غالب مجادلة عضو الكنيست [الإنجليزية]‏.
- 17 أبريل – موشيه غافني عضو الكنيست [الإنجليزية]‏.
- 17 أبريل – موشيه كحلون عضو الكنيست [الإنجليزية]‏.
- 17 أبريل – نيسان سلوميانسكي عضو الكنيست [الإنجليزية]‏.
- 17 أبريل – يوسي سريد عضو الكنيست [الإنجليزية]‏.
- 17 أبريل – يولي أدلشتين عضو الكنيست [الإنجليزية]‏.
- 4 مايو – شائول موفاز وزير الدفاع الإسرائيلي  [لغات أخرى]‏.
- 21 نوفمبر – ناتان شارانسكي عضو الكنيست [الإنجليزية]‏.

## أفلام
من الأفلام التي صدرت هذه السنة في إسرائيل:
- 1 يناير – لون الزيتون من إخراج Carolina Rivas [الإنجليزية]‏.
- 29 يونيو – ذا بوبل من إخراج ايتان فوكس.

## وفيات

### يناير
- 1 يناير – إسماعيل شموط (مواليد 1930) رسام فلسطيني.

### أبريل
- 26 أبريل – يوفال نئمان (مواليد 1925)

### يوليو
- 12 يوليو – إيهود غولدفاسر وإلداد ريغف (مواليد 1980) جندي إسرائيلي.
- 26 يوليو – روي كلين (مواليد 1975)

### أغسطس
- 12 أغسطس – كيرين تيندلر (مواليد 1979) جندية إسرائيلية.